# Verbes forts en allemand
Pour les articles homonymes, voir Verbes forts.
Les verbes forts allemands servent à distinguer des verbes mixtes, et des verbes faibles

## Description
Les verbes forts ont pour caractéristiques :
1. une modification fréquente mais non systématique de la voyelle du radical
2. l'absence de marquage grammatical -te- au prétérit
3. une terminaison -en au participe II allemand, appelé aussi participe passé.

## Présentation
- Présent
  - Les formes au présent qui ne sont pas indiquées dans le tableau ci-dessous sont similaires à celles des verbes faibles comme machen, lernen ou spielen. Ainsi, le verbe bleiben (rester) dont le radical est  « bleib- » ne change pas de voyelle dans son radical au présent : du bleibst, er bleibt.
  - dans la colonne PRÉSENT figurent en gras les verbes qui présentent un -e- ajouté avant la terminaison de conjugaison pour des verbes dont le radical se termine par -d- ou -t- comme dans « du bietest ».
  - dans la colonne PRÉSENT figurent en gras les verbes où le -s- ou le -ß- final du radical n'entraîne pas de -s- supplémentaire à la deuxième personne du singulier (-st- et non pas -sst- ; -ßt- et non pas -ßst-) comme dans « du isst » ou dans « du schließt ».

- Parfait
  - Le temps du parfait indiqué dans le tableau est similaire à un passé composé, et le temps du prétérit est un temps du passé qui équivaut au passé simple ou à l'imparfait selon le contexte.
  - Les verbes dans la colonne PARFAIT avec l'auxiliaire sein (être) portent noté en italique l'auxiliaire : ist troisième personne du singulier du verbe sein. Ces verbes peu nombreux sont des verbes intransitifs qui ne peuvent pas avoir de COD et qui expriment un déplacement ou mouvement d'un point à un autre, ou aussi un changement d'état ; s'y ajoute aussi le verbe bleiben (rester).

- Verbes forts à particule séparable
  - Dans le tableau ci-dessous, qui ne comprend pas les verbes mixtes, se trouvent à titre d'exemple quelques verbes à particule séparable dérivés d'un verbe fort : steigen qui signifie « monter » existe dans sa variante umsteigen : changer de train ou de destination. Beaucoup de ces verbes forts peuvent exister avec une particule séparable ou préverbe/préfixe verbal : ainsi si l'on recherche un verbe fort commençant par une particule séparable, les formes de ce verbe seront souvent identique à celle présente dans cette liste.

## Tableau alphabétique des verbes forts (non exhaustif)
| INFINITIF       | PRÉTÉRIT       | PRÉSENT                             | PARFAIT                | FRANÇAIS                |
| --------------- | -------------- | ----------------------------------- | ---------------------- | ----------------------- |
| anfangen        | er fing an     | du fängst an, er fängt an           | er hat angefangen      | commencer               |
| anhalten        | er hielt an    | du hältst an, er hält an            | er hat angehalten      | s’arrêter               |
| anziehen        | er zog … an    | du ziehst an, er zieht an           | er hat angezogen       | mettre (un habit)       |
| auffallen       | es fiel auf    | du fällst auf, es fällt auf         | es ist aufgefallen     | être frappant           |
| aufstehen       | er stand auf   | er steht auf                        | er ist aufgestanden    | se lever                |
| ausleihen       | er lieh aus    | er leiht aus                        | er hat ausgeliehen     | prêter                  |
| aussehen        | er sah aus     | du siehst aus, er sieht aus         | er hat ausgesehen      | avoir l’air             |
| backen          | er backte/buk  | du bäckst, er bäckt                 | er hat gebacken        | faire cuire             |
| befehlen        | er befahl      | du befiehlst, er befiehlt           | er hat befohlen        | ordonner                |
| beginnen        | er begann      | er beginnt                          | er hat begonnen        | commencer               |
| beißen          | er biss        | du beißt, er beißt                  | er hat gebissen        | mordre                  |
| bekommen        | er bekam       | er bekommt                          | er hat bekommen        | recevoir                |
| bergen          | er barg        | du birgst, er birgt                 | er hat geborgen        | sauver, cacher          |
| betrügen        | er betrog      | er betrügt                          | er hat betrogen        | tricher                 |
| biegen          | er bog         | er biegt                            | er hat gebogen         | courber, plier          |
| bieten          | er bot         | du bietest, er bietet               | er hat geboten         | offrir, proposer        |
| binden          | er band        | du bindest, er bindet               | er hat gebunden        | lier, attacher          |
| bitten          | er bat         | du bittest, er bittet               | er hat gebeten         | prier, demander         |
| blasen          | er blies       | du bläst, er bläst                  | er hat geblasen        | souffler                |
| bleiben         | er blieb       | er bleibt                           | er ist geblieben       | rester                  |
| braten          | er briet       | du brätst, er brät                  | er hat gebraten        | cuire, griller          |
| brechen         | er brach       | du brichst, er bricht               | er hat gebrochen       | casser, briser          |
| denken          | er dachte      | er denkt                            | er hat gedacht         | penser                  |
| einladen        | er lud ein     | du lädst ein, er lädt ein           | er hat eingeladen      | inviter                 |
| einsteigen      | er stieg ein   | er steigt ein                       | er ist eingestiegen    | monter (véhicule)       |
| empfangen       | er empfing     | du empfängst, er empfängt           | er hat empfangen       | recevoir, accueillir    |
| empfehlen       | er empfahl     | du empfiehlst, er empfiehlt         | er hat empfohlen       | recommander             |
| empfinden       | er empfand     | du empfindest, er empfindet         | er hat empfunden       | ressentir               |
| erschrecken     | er erschrak    | du erschrickst, er erschrickt       | er ist erschrocken     | prendre peur            |
| essen           | er aß          | du isst, er isst                    | er hat gegessen        | manger                  |
| fahren          | er fuhr        | du fährst, er fährt                 | er ist gefahren        | aller (en véhicule)     |
| fallen          | er fiel        | du fällst, er fällt                 | er ist gefallen        | tomber                  |
| fangen          | er fing        | du fängst, er fängt                 | er hat gefangen        | attraper                |
| finden          | er fand        | du findest, er findet               | er hat gefunden        | trouver                 |
| fliegen         | er flog        | er fliegt                           | er ist geflogen        | voler                   |
| fliehen         | er floh        |                                     | er ist geflohen        | s’enfuir                |
| fließen         | er floss       | du fließt, er fließt                | er ist geflossen       | couler, s’écouler       |
| fressen         | er fraß        | du frisst, er frisst                | er hat gefressen       | dévorer, engloutir      |
| frieren         | er fror        |                                     | er hat gefroren        | geler                   |
| geben           | er gab         | du gibst, er gibt                   | er hat gegeben         | donner                  |
| gefallen        | es gefiel mir  | es gefällt mir                      | es hat mir gefallen    | plaire                  |
| gehen           | er ging        | er geht                             | er ist gegangen        | aller, marcher          |
| gelingen        | es gelang mir  | es gelingt mir (je réussis)         | es ist mir gelungen    | réussir                 |
| gelten          | es galt        | es gilt                             | es hat gegolten        | valoir                  |
| genießen        | er genoss      | du genießt, er genießt              | er hat genossen        | apprécier, goûter       |
| geschehen       | es geschah     | es geschieht                        | es ist geschehen       | se produire             |
| gewinnen        | er gewann      | er gewinnt                          | er hat gewonnen        | gagner                  |
| gleichen        | er glich       |                                     | er hat geglichen       | ressembler              |
| gleiten         | er glitt       | du gleitest, er gleitet             | er ist geglitten       | glisser                 |
| graben          | er grub        | du gräbst, er gräbt                 | er hat gegraben        | creuser                 |
| greifen         | er griff       |                                     | er hat gegriffen       | saisir                  |
| halten          | er hielt       | du hältst, er hält                  | er hat gehalten        | tenir                   |
| hängen          | er hing        | Er hängt                            | er hat gehangen        | être accroché, suspendu |
| heben           | er hob         |                                     | er hat gehoben         | lever, soulever         |
| heißen          | er hieß        | du heißt, er heißt                  | er hat geheißen        | s’appeler               |
| helfen          | er half        | du hilfst, er hilft                 | er hat geholfen        | aider                   |
| kommen          | er kam         | er kommt                            | er ist gekommen        | venir                   |
| laden           | er lud         | du lädst, er lädt                   | er hat geladen         | charger                 |
| lassen          | er ließ        | du lässt, er lässt                  | er hat gelassen        | laisser                 |
| laufen          | er lief        | du läufst, er läuft                 | er ist gelaufen        | courir                  |
| leiden          | er litt        | du leidest, er leidet               | er hat gelitten        | souffrir                |
| leihen          | er lieh        |                                     | er hat geliehen        | prêter                  |
| lesen           | er las         | du liest, er liest                  | er hat gelesen         | lire                    |
| liegen          | er lag         | er liegt                            | er hat/ist gelegen     | être couché             |
| lügen           | er log         |                                     | er hat gelogen         | mentir                  |
| meiden          | er mied        | du meidest, er meidet               | er hat gemieden        | éviter                  |
| messen          | er maß         | du misst, er misst                  | er hat gemessen        | mesurer                 |
| nehmen          | er nahm        | du nimmst, er nimmt                 | er hat genommen        | prendre                 |
| raten           | er riet        | du rätst, er rät                    | er hat geraten         | deviner                 |
| reißen          | er riss        | du reißt, er reißt                  | er hat gerissen        | déchirer, arracher      |
| reiten          | er ritt        | du reitest, er reitet               | er ist geritten        | faire du cheval         |
| riechen         | er roch        |                                     | er hat gerochen        | sentir (une odeur)      |
| rufen           | er rief        | er ruft                             | er hat gerufen         | appeler                 |
| saufen          | er soff        | du säufst, er säuft                 | er hat gesoffen        | picoler                 |
| saugen          | er sog         |                                     | er hat gesogen         | aspirer                 |
| schaffen        | er schuf       |                                     | er hat geschaffen      | créer                   |
| scheiden        | er schied      | du scheidest, er scheidet           | er hat geschieden      | séparer                 |
| scheinen        | er schien      |                                     | er hat geschienen      | sembler, briller        |
| scheißen        | er schiss      | du scheißt, er scheißt              | er hat geschissen      | faire ses besoins       |
| schieben        | er schob       |                                     | er hat geschoben       | pousser                 |
| schießen        | er schoss      | du schießt, er schießt              | er hat geschossen      | tirer (sport, armes)    |
| schlafen        | er schlief     | du schläfst, er schläft             | er hat geschlafen      | dormir                  |
| schlagen        | er schlug      | du schlägst, er schlägt             | er hat geschlagen      | frapper                 |
| schließen       | er schloss     |                                     | er hat geschlossen     | fermer                  |
| schmeißen       | er schmiss     |                                     | er hat geschmissen     | jeter, lancer           |
| schneiden       | er schnitt     | du schneidest, er schneidet         | er hat geschnitten     | couper                  |
| schreiben       | er schrieb     | er schreibt                         | er hat geschrieben     | écrire                  |
| schreien        | er schrie      |                                     | er hat geschrien       | crier                   |
| schreiten       | er schritt     | du schreitest, er schreitet         | er ist geschritten     | marcher, poser le pied  |
| schweigen       | er schwieg     |                                     | er hat geschwiegen     | se taire                |
| schwimmen       | er schwamm     | er schwimmt                         | er ist geschwommen     | nager                   |
| schwinden       | er schwand     |                                     | er ist geschwunden     | diminuer                |
| schwören        | er schwor      |                                     | er hat geschworen      | jurer (la vérité)       |
| sehen           | er sah         | du siehst, er sieht                 | er hat gesehen         | voir                    |
| singen          | er sang        |                                     | er hat gesungen        | chanter                 |
| sinken          | er sank        |                                     | er ist gesunken        | couler                  |
| sitzen          | er saß         | du sitzt, er sitzt                  | er hat/ist gesessen    | être assis              |
| sprechen        | er sprach      | du sprichst, er spricht             | er hat gesprochen      | parler                  |
| springen        | er sprang      |                                     | er ist gesprungen      | sauter                  |
| stehen          | er stand       | er steht                            | er hat/ist gestanden   | être debout, se tenir   |
| stehlen         | er stahl       | du stiehlst, er stiehlt             | er hat gestohlen       | dérober, voler          |
| steigen         | er stieg       |                                     | er ist gestiegen       | monter                  |
| sterben         | er starb       | du stirbst, er stirbt               | er ist gestorben       | mourir                  |
| stinken         | er stank       |                                     | er hat gestunken       | puer                    |
| stoßen          | er stieß       | du stößt, er stößt                  | er hat gestoßen        | heurter                 |
| (sich) streiten | er stritt sich | du streitest dich, er streitet sich | er hat sich gestritten | se disputer             |
| tragen          | er trug        | du trägst, er trägt                 | er hat getragen        | porter                  |
| treffen         | er traf        | du triffst, er trifft               | er hat getroffen       | rencontrer              |
| treiben         | er trieb       |                                     | er hat getrieben       | pratiquer               |
| treten          | er trat        | du trittst, er tritt                | er hat/ist getreten    | poser le pied, entrer   |
| trinken         | er trank       |                                     | er hat getrunken       | boire                   |
| tun             | er tat         | er tut                              | er hat getan           | faire                   |
| umsteigen       | er stieg um    | er steigt um                        | er ist umgestiegen     | changer (de véhicule)   |
| vergehen        | es verging     |                                     | es ist vergangen       | passer, s’écouler       |
| vergessen       | er vergaß      | du vergisst, er vergisst            | er hat vergessen       | oublier                 |
| verlieren       | er verlor      |                                     | er hat verloren        | perdre                  |
| verstehen       | er verstand    | er versteht                         | er hat verstanden      | comprendre              |
| vorschlagen     | er schlug vor  | du schlägst vor, er schlägt vor     | er hat vorgeschlagen   | proposer                |
| wachsen         | er wuchs       | du wächst, er wächst                | er ist gewachsen       | grandir, augmenter      |
| wägen           | er wog         |                                     | er hat gewogen         | peser (transitif)       |
| waschen         | er wusch       | du wäschst, er wäscht               | er hat gewaschen       | laver                   |
| weichen         | er wich        |                                     | er ist gewichen        | céder, éviter           |
| weisen          | er wies        |                                     | er hat gewiesen        | indiquer, montrer       |
| werben          | er warb        | du wirbst, er wirbt                 | er hat geworben        | annoncer, promouvoir    |
| werfen          | er warf        | du wirfst, er wirft                 | er hat geworfen        | lancer, jeter           |
| wiegen          | er wog         |                                     | er hat gewogen         | peser                   |
| winden          | er wand        | du windest, er windet               | er hat gewunden        | enrouler                |
| ziehen          | er zog         |                                     | er hat gezogen         | tirer                   |
| ziehen          | er zog         |                                     | er ist gezogen         | partir loin             |
| zwingen         | er zwang       |                                     | er hat gezwungen       | obliger, contraindre    |

## Sources et références
Duden-Grammatik der deutschen Gegenwartssprache, DUDEN BAND 4,  (ISBN 3-41120904-6), volume « Grammaire » n°4 de la collection de dictionnaires de langue des Éditions DUDEN (Allemagne).